# Comopsis regale
Comopsis regale là một loài ruồi trong họ Tachinidae.